# Warsaw Business Journal
Warsaw Business Journal – tygodnik wydawany w języku angielskim z siedzibą w Warszawie. Właścicielem i wydawcą jest Valkea Media. Tygodnik podejmuje tematy biznesowe, ekonomiczne, polityczne, finansowe, nieruchomościowe, rynków akcji, rozrywkowe, technologiczne i kulturowe.
Od roku 1994 jest jedynym anglojęzycznym tygodnikiem w Polsce zajmującym się tematyką biznesową.